# Ендру Јау
Ендру Јау (кин: 姚期智; романизовани кинески: Yáo Qīzhì) је истакнути научник на пољу рачунарства и теоретичар информатике.
Добио је Тјурингову награду, најпрестижније признање у области информатике, 2000. године, „као признање за фундаментални допринос теорији израчунавања, укључујући теорију генерисања псеудослучајних бројева засновану на комплексностима, криптографију и комуникациону комплексност". Добитник је и Кнутове награде за 1996. годину.
Јау је рођен у Шангају, Кина. Завршио је студије физике на Националном универзитету на Тајвану 1967. године, да би 1972. године одбранио докторат из физике на Харварду, а три године касније и други докторат у области информатике на Универзитету у Илиноису.
Радио је као предавач информатике и рачунарства на Принстону, а 2004. године постао је редовни професор на Универзитету Цингхуа (енгл. Tsinghua University) и директор Института за теоретско рачунарство у оквиру Универзитета Цингхуа у Пекингу. 